# ×××HOLiC
×××HOLiC (×××ホリック Horikku?, algunas veces estilizado como xxxHolic; pronunciado [ˈo.lik ]) es una serie de manga escrita e ilustrada por el grupo CLAMP, y cuyas adaptaciones al anime fueron dirigidas por Tsutomu Mizushima. La historia gira en torno a Kimihiro Watanuki, un joven estudiante preocupado por su capacidad de ver criaturas sobrenaturales. Un día, mientras huye de un yōkai, se topa con una extraña tienda donde conoce a Yūko Ichihara, una bruja que concede deseos. Tras esto, el joven pide dejar de ver espíritus y, como forma de pago, Yūko le dice que debe trabajar en la tienda hasta que equivalga al costo del deseo. Así, Watanuki, junto con sus compañeros, experimentará diversas aventuras mientras trabaja para Yūko.
CLAMP suele establecer relaciones entre sus obras y la idea de crear ×××HOLiC surgió al plantearse escribir una serie donde pudieran vincular los diferentes universos ficticios de algunos de sus trabajos anteriores. Por ende, ×××HOLiC está estrechamente relacionado con Tsubasa: RESERVoir CHRoNiCLE, el cual surgió de la misma idea.
El manga se publicó por primera vez en julio de 2003 por la editorial japonesa Kōdansha, en la revista semanal Young Magazine. Sin embargo, su edición fue suspendida momentáneamente en marzo de 2010 debido a un cambio de revista que se realizó en junio del mismo año a la Bessatsu Shōnen Magazine, donde su publicación fue mensual hasta que concluyó en febrero de 2011, con un total de diecinueve volúmenes recopilados en tankōbon bajo el sello «KC Deluxe». Posteriormente, el estudio de animación Production I.G adaptó la obra a una película titulada ×××HOLiC: El sueño de una noche de verano, la cual fue seguida por dos series de anime. La primera serie se emitió en Japón desde abril hasta septiembre de 2006 por la cadena televisiva Tokyo Broadcasting System, donde finalizó con un total de veinticuatro episodios. La segunda serie, titulada ×××HOLiC: Kei (×××HOLiC◆継 Horikku: Kei?), se emitió desde abril hasta junio de 2008 igualmente por Tokyo Broadcasting System y finalizó con trece episodios. Además, la obra ha dado lugar a las tres animaciones originales, una novela visual, una novela ligera y otros libros suplementarios, así como llevó a la comercialización de muchos tipos de mercancías. Las versiones en español del manga fueron publicadas por Norma Editorial en España, y por Grupo Editorial Vid en México para su distribución en el resto de Hispanoamérica.
Tanto el manga como el anime de ×××HOLiC alcalzaron un gran éxito dentro y fuera de Japón. La serie recibió mayormente buenas reseñas por parte de los críticos, quienes elogiaron principalmente la forma en que se representan los elementos sobrenaturales de la historia. Algunos críticos alabaron también el enfoque en los pensamientos de los personajes, así como la comedia y la conexión con Tsubasa, la cual llegaron a considerar «atractiva», ya que los acontecimientos se pueden apreciar desde diferentes puntos de vista y persuade a los lectores para que lean ambas series. En los Best Manga Awards For 2005 —«Premios a mejor manga de 2005» en español— del sitio web Mania Entertainment, ×××HOLiC ganó en la categoría de mejor manga para adultos.

## Argumento

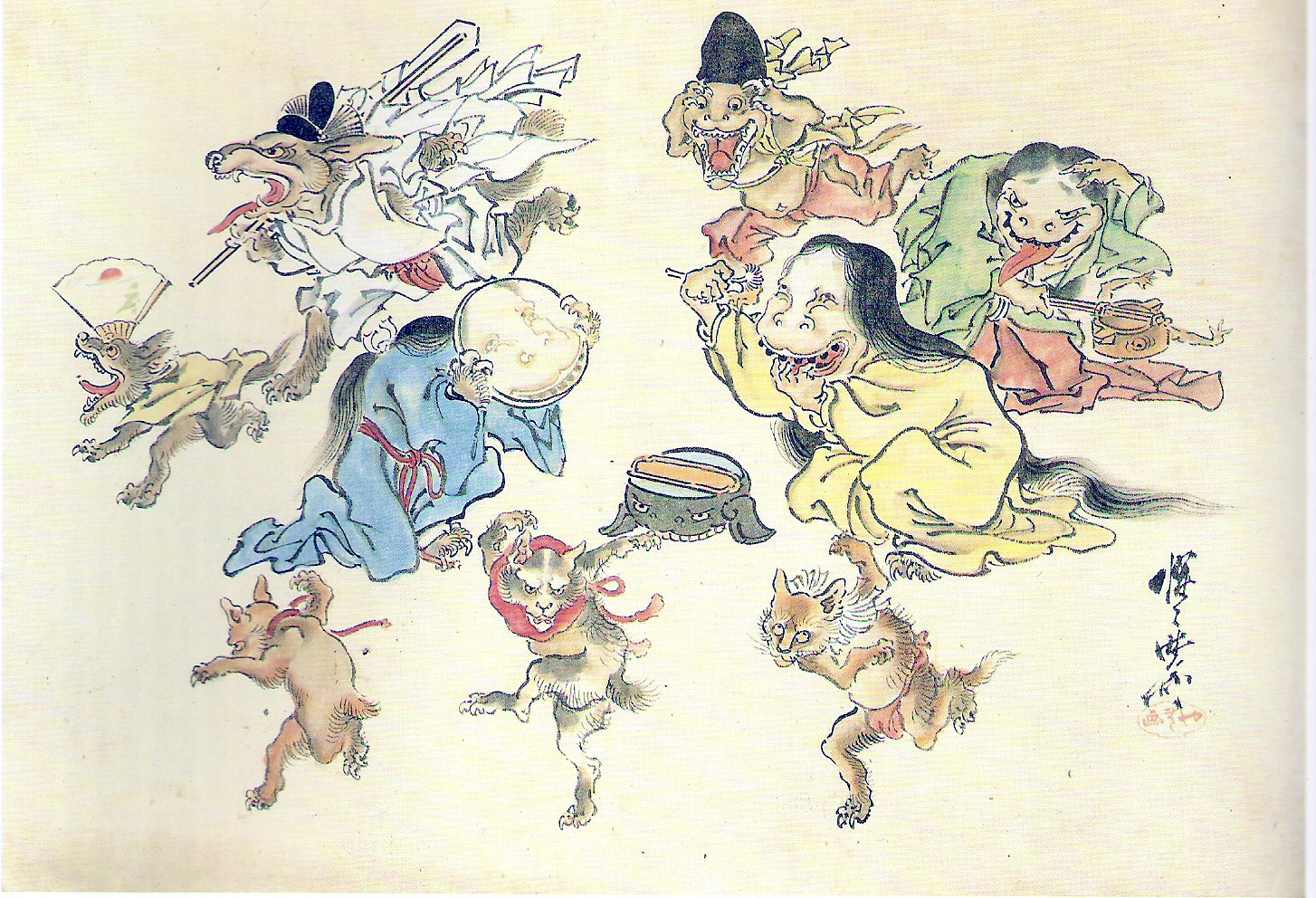
Un grupo de yōkai en la celebración folclórica japonesa Hyakki Yagyō, la cual es representada en la serie en uno de sus capítulos.

La historia de ×××HOLiC gira en torno a Kimihiro Watanuki, un joven estudiante que es constantemente perseguido por variedades de yōkai y espíritus. Una día, mientras intenta escapar de un yōkai, accidentalmente se topa con una extraña tienda y sin darse cuenta es arrastrado hasta el interior. Ahí, la propietaria, Yūko Ichihara, le explica brevemente los inusuales eventos que le han estado ocurriendo. Tras haberle aclarado al joven que dicho lugar es una tienda de deseos y que él estaba destinado a llegar allí, Watanuki decide pedir que se lo despoje de la habilidad para ver espíritus. Como forma de pago, realizará los quehaceres del local hasta que el trabajo equivalga al precio del deseo y este pueda ser concedido.
Mientras trabaja para Yūko, los compañeros de clase de Watanuki, Himawari Kunogi —su amor platónico— y Shizuka Dōmeki —con quien nunca se lleva bien—, pasan a formar parte de sus aventuras y van forjando una amistad cada vez más estrecha, a pesar de las adversidades que enfrentan. Por los encuentros sobrenaturales que experimenta, Watanuki se va haciendo más hábil en el arte de la magia. 
Posteriormente, en la historia de Tsubasa: RESERVoir CHRoNiCLE, que tiene un crossover con ×××HOLiC, se revela que Yūko está al borde de la muerte, ya que su tiempo de vida había sido detenido en el pasado por un mago muy poderoso llamado Clow Reed, lo que la mantuvo con vida por varios siglos, pero la magia de Clow ha comenzado a desvanecerse. Antes de desaparecer, Yūko le dice a Watanuki que concederá su deseo para que deje de ver espíritus, pero en su lugar, este decide conservar los poderes y quedarse como propietario de la tienda, mientras espera el día en que Yūko regrese. Así, la bruja utiliza lo último de su poder para mantener la existencia mágica de la tienda y, finalmente, muere. Al volverse el sucesor del local, el precio que Watanuki paga para volver a encontrarse con Yūko es permanecer esperando allí, sin poder salir. Cien años más tarde, a pesar de que Watanuki por fin consigue reencontrarse con Yūko en un sueño, decide seguir esperando por ella, aun cuando ya puede marcharse de la tienda a voluntad.

### Relaciones con otras series
Además de su estrecha relación con Tsubasa: RESERVoir CHRoNiCLE, en ×××HOLiC existen ciertas conexiones con otras obras de CLAMP. El primer crossover con la mencionada serie es la aparición de una copia del báculo mágico de Sakura, donde se alude al creador —Clow Reed— y a su portadora. Posteriormente, hacen aparición Shaoran y Sakura para pedir la ayuda de Yūko, quien les entrega la Mokona Modoki blanca, inspiradas en la Mokona de Magic Knight Rayearth.
En el capítulo que Yūko tiene resaca, Watanuki acude a la farmacia para comprar una bebida energética; ahí, se topa con los personajes Lawful Drug Rikuo y Kazahaya. Además, el jarrón de narcisos que se encuentra en la tienda de Yūko es el mismo que consiguen los protagonistas de Lawful Drug. El libro La ciudad sin gente de la serie Chobits también aparece en ×××HOLiC, así como auriculares con forma de las orejas de Chii. En una ocasión, Yūko hace alusión a Subaru Sumeragi de Tokyo Babylon, al hablarle a Watanuki sobre un onmyōji muy joven que había conocido. Asimismo, existen escenarios como la panadería Duklyon y la tienda Piffle Princess, comunes en otros mangas del grupo. En una lata de café que Watanuki le da a una desconocida se aprecia un dibujo de la serie Sweet Valerian, en la cual CLAMP colaboró como diseñador de personajes. En una escena donde Yūko se encuentra leyendo una revista de manga, aparece Fushigi no Kuni no Miyuki-chan en la portada;l, y en el mismo capítulo se ve que en el cine se reproduce una adaptación de la novela ligera Yumegari.

## Aspectos de la serie
Tanto en ×××HOLiC como en Tsubasa existen múltiples universos paralelos; una persona puede existir en cada uno de ellos y, a pesar de que pueden tener vidas totalmente diferentes, sus almas siguen siendo las mismas. En ambas series, Yūko Ichihara es la única capaz de abrir portales de una dimensión a otra y poder viajar a través de ellas o permitir que otros viajen, por tal razón es conocida como la «Bruja de las dimensiones».

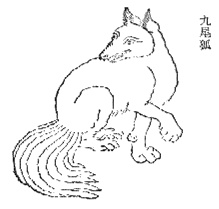
Un kyūbi no kitsune, similar al «zorro-tubo» que acompaña a Watanuki en la serie.

La mayoría de los eventos se desarrollan en la tienda de Yūko, que se encuentra cubierta por un kekkai (結界?) que la hace invisible; solo aquellas personas que necesiten de la tienda pueden verla y entrar. Ahí, Yūko es capaz de conceder cualquier tipo de deseo, siempre y cuando se le suministre un pago igual al deseo que se pide, el cual puede tratarse de cualquier cosa, incluyendo almas. También se mantiene la filosofía de que todo está previsto por el destino, por tal, no existen las casualidades y todo es inevitable, aunque las decisiones y acciones de los personajes pueden influir en sus vidas.
Por lo general, los personajes son seres humanos comunes, aunque hay algunos, como Watanuki, que albergan habilidades sobrenaturales. Otras figuras, como Dōmeki y Kohane, tienen la capacidad innata de exorcizar espíritus, mientras que Himawari emana una especie de desgracia que afecta a todos los que se encuentren alrededor, con excepción de sus padres y aquellos otros seres con habilidades espirituales. Asimismo, hay personajes que no son humanos, estos son seres espirituales como los zashiki-warashi, variedades de yōkai y demás criaturas de la mitología japonesa, así como seres propias de la serie. Las Mokona Modoki (モコナ＝モドキ?) son criaturas creadas por Yūko y Clow Reed basándose en la Mokona original de Magic Knight Rayearth, con la que se toparon mientras viajaba a través de diferentes dimensiones. Según Yūko, crearon las Mokona Modoki con la intención de que aquellas personas que no fueran del linaje de Clow Reed, pero que fueran todavía la misma gente, puedieran llegar a la tienda. Además, por medio de estas criaturas se puede hablar como si se tratara de un teléfono y enviarse objetos desde una dimensión a otra.

## Personajes principales
A continuación se describirá brevemente a los personajes principales y se nombrará a los seiyū de las versiones originales japonesas y a los actores del doblaje en Hispanoamérica y España:
- Kimihiro Watanuki (四月一日 君尋 Watanuki Kimihiro?)[n. 2] es un estudiante de secundaria que tiene la habilidad de ver espíritus y es constantemente perseguido por estos. Luego de entrar inconscientemente a una tienda, conoce a Yūko Ichihara, quien le promete que concederá su deseo de despojarlo de sus capacidades a cambio de que trabaje medio tiempo en su tienda —cocinando y limpiando— hasta que iguale al precio de su deseo.[2] Dado que sus padres están muertos, Watanuki vive solo y por tal, es excelso en estas actividades, lo que le da mayor satisfacción a Yūko.[39] Suele mostrarse muy emocionado siempre que Himawari está cerca,[40] mientras que se irrita cuando está con Dōmeki,[41] si bien con el pasar de la historia su relación con este se vuelve más estrecha. Por lo general, Watanuki se enfurece por las peticiones extravagantes de Yūko, pero presta suma atención cada vez que esta se aseria.[41] En las versiones japonesas su seiyū es Jun Fukuyama,[42] mientras que en el doblaje hispanoamericano es Ángel Balam,[43] y en el español es Miquel Ruiz.[44]

- Yūko Ichihara (壱原 侑子 Ichihara Yūko?) es la dueña de la tienda de deseos. Suele poseer una actitud inmadura y juguetona, además de que le gusta beber sake y comer a cualquier hora del día mientras obliga a Watanuki a realizar las tareas difíciles.[45] Sin embargo, cuando se trata de atender a algún cliente o darle consejos a Watanuki, su actitud es mucho más severa y opta por hablar de forma enigmática para advertir de los peligros inminentes. Yūko constantemente habla sobre lo inevitable y la inexistencia de las coincidencias.[2] En las versiones japonesas su seiyū es Sayaka Ohara,[46] mientras que en el doblaje hispanoamericano es Rebeca Aponte[47] y en el español es Marga López.[48]

- Shizuka Dōmeki (百目鬼 静 Dōmeki Shizuka?) es un compañero de clase de Watanuki, con el cual no se lleva bien. Vive en el santuario de su difunto abuelo, Haruka Dōmeki, un sacerdote sintoísta que le enseñó a su nieto sobre el folclore y las prácticas sintoístas durante su infancia. Dōmeki es parte del club de kyūdō de su colegio y generalmente encabeza las competencias escolares. A pesar de que tiene una capacidad casi nula para ver fantasmas o espíritus, sí puede sentirlos y posee la habilidad natural de exorcizarlos;[33] por ende, Yūko suele pedirle que acompañe a Watanuki en las tareas que se le asignan, pues este último puede atraer variedades de yōkai de los cuales no se puede defender por sí mismo.[33] En las versiones japonesas su seiyū es Kazuya Nakai,[49] mientras que en el doblaje hispanoamericano es Johnny Torres[50] y en el español es David Navarro.[51]

- Himawari Kunogi (九軒 ひまわり Kunogi Himawari?) es una compañera de clase y amor platónico de Watanuki. Tiene una actitud muy alegre y simpática.[40][52] A pesar de que Watanuki demuestra sus sentimientos y admiración por ella muy libremente, Himawari parece obviar el hecho de que le gusta a su compañero. Al principio, Watanuki creía que era su «diosa de la buena suerte», pero Yūko se da cuenta de que es todo lo contrario, por lo que en ocasiones hace declaraciones crípticas acerca de la verdadera naturaleza de Himawari.[40] Posteriormente, se revela que Himawari emana una especie de desgracia que afecta a todos a su alrededor, con excepción de sus padres, ya que estos la trajeron al mundo, y de aquellos con habilidades espirituales, como Dōmeki y Yūko.[35] En las versiones japonesas su seiyū es Shizuka Itō,[53] mientras que en el doblaje hispanoamericano es María José Estévez[54] y en el español es Silvia Sánchez.[55]

- Kohane Tsuyuri (五月七日小羽 Tsuyuri Kohane?) es una niña conocida públicamente como un prodigio, médium y exorcista, que ha participado en diversos shows televisivos sobre actividades paranormales.[34] Debido a la obsesión de su madre por intentar cuidar y mantener sus poderes, Kohane opta por tener una personalidad relajada y solitaria, intentando mantenerse firme a pesar de la sobreprotección de su madre.[34] No obstante, ama incondicionalmente a su madre y siempre se preocupa por hacerla feliz.[56] Una vez conoce a Watanuki, desarrolla un vínculo muy íntimo con él,[57] quien con el tiempo se convierte en la persona más importante para la joven, según sus propias palabras. Kohane solamente aparece en la segunda serie de anime, ×××HOLiC: Kei, donde su seiyū es Rina Hidaka.[58]

## Producción

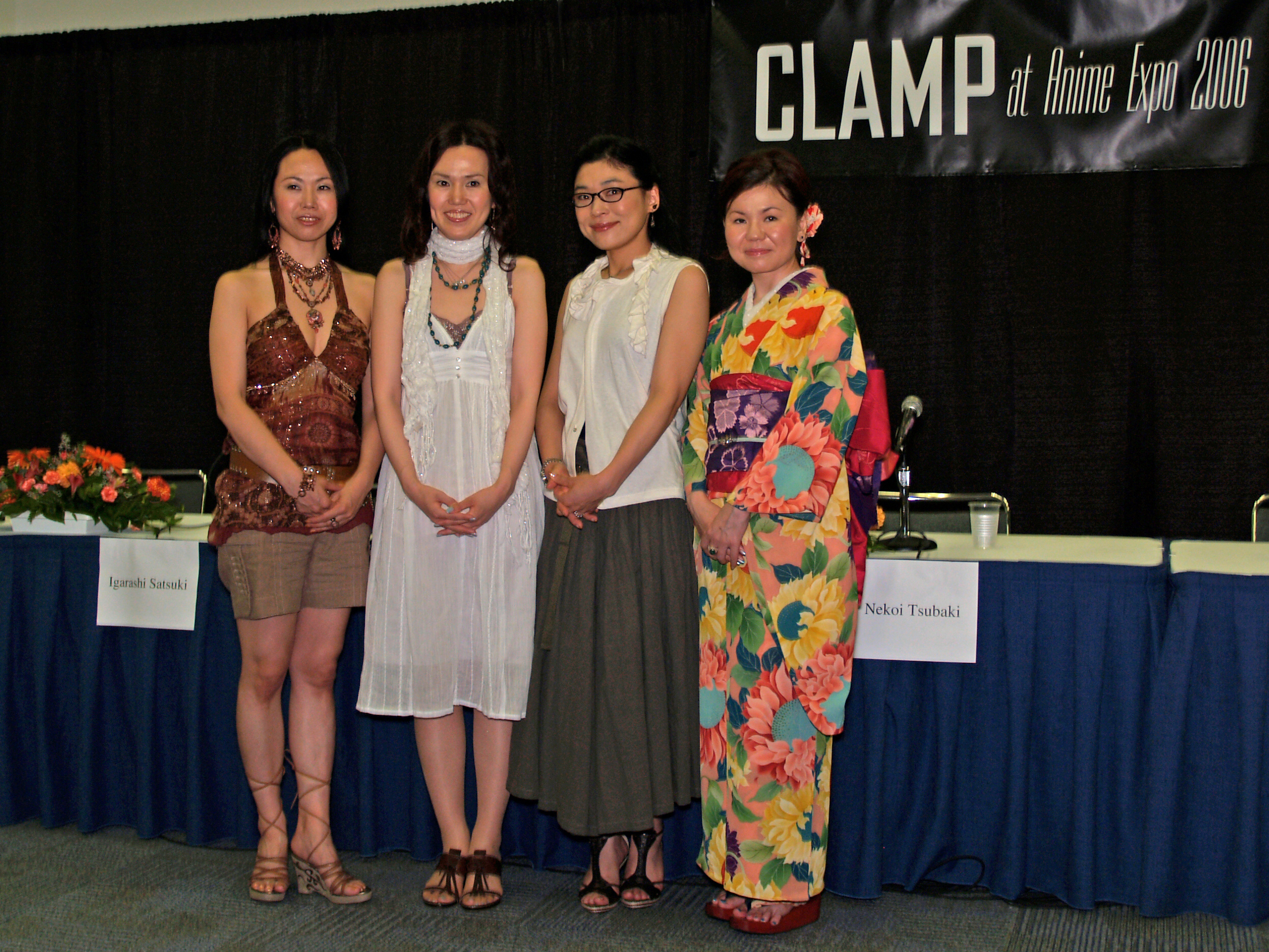
CLAMP en el Anime Expo de 2006.

La idea para ×××HOLiC surgió cuando CLAMP planteó una serie donde pudieran vincular los diferentes universos ficticios de algunas de sus obras anteriores. Esta forma de trabajar, nueva para ellas, requirió la concepción de un personaje —Yūko Ichihara— que sirviera como «puente» entre la serie en cuestión y Tsubasa: RESERVoir CHRoNiCLE, el otro manga que se originó de esa idea. CLAMP le propuso a Young Magazine crear esta serie tras haber finalizado Chobits. Así, terminaron decidiendo que tanto ×××HOLiC como Tsubasa se difundieran por revistas de publicación semanal, de manera que las historias fueran a la par.
La artista líder de CLAMP, Ageha Ohkawa, aprobó «de todo corazón» el proyecto, no sin antes manifestar preocupación, pues a partir de ese momento iban a mantener dos mangas semanales, con todo lo que ello supone. A insistencia de Ohkawa, cada uno debía ser independiente del otro, cuestión por la que evitaron incluir referencias entre los dos con demasiada frecuencia. La razón principal del vínculo entre ambos fue que CLAMP esperaba tener dos protagonistas —uno para cada historieta— que difirieran en apariencia y personalidad pero que, al final, fueran iguales. Dado que en Tsubasa dieron más espacio a escenas de acción, en ocasiones elaboraron historias autoconclusivas o directamente llegaron a pausar ×××HOLiC con tal de que las tramas se mantuvieran al mismo ritmo.
Originalmente, la obra iba a titularse «Addicted» («Adicto»), pero se cambió al menos ambiguo «Holic» —del sufijo «hólico», que indica dependencia a algo—. Al igual que en el manga Tokyo Babylon, las artistas quisieron que ×××HOLiC se centrara en patologías sociales, pero con un tono más esotérico. El estilo artístico se basó en el ukiyo-e, género japonés de grabados en madera. Según las mangaka, al momento de hacer un capítulo de unas veinte páginas, les tomaba cerca de dos días realizar las ilustraciones, una cantidad de tiempo bastante larga en comparación con sus anteriores obras. Cuando las miembros del grupo —Tsubaki Nekoi, Satsuki Igarashi y Mokona— tenían alguna duda antes de la elaboración del capítulo, consultaban con Ohkawa, quien además se encargaba de escribir el guion. Nekoi, por su parte, se ocupó principalmente de las ilustraciones y del diseño de personajes, aunque contó con la ayuda de Mokona y, en ocasiones, de Igarashi. Los personajes femeninos fueron dibujados por Mokona, mientras que Nekoi dibujó los masculinos y algunos yōkai. Para las ilustraciones se decidió utilizar temas japoneses y chinos; además, se inspiraron en las obras del pintor Alfons Mucha, de quien Mokona es fanática.
En abril de 2010, las artistas comentaron que ×××HOLiC les estaba tomando más tiempo de lo que esperaban y esto causaba retrasos en otros de sus trabajos. Después del volumen 19, la serie fue retitulada «×××HOLiC: Rō», debido a que Watanuki había reemplazado a Yūko como el dueño de la tienda de deseos. Cuando el manga finalizó, las autoras señalaron que sentían que este era más bien el final de ×××HOLiC: Rō, puesto que ×××HOLiC ya había terminado. En cuanto al final, las mangaka se mostraron satisfechas ante la reacción de los lectores y quisieron expresar que si bien la decisión de Watanuki de permanecer en la tienda puede parecer triste, para él esa es su felicidad.

## Contenido de la obra

### Manga
El manga de ×××HOLiC se publicó desde 2003 hasta febrero de 2011 por la editorial japonesa Kōdansha en dos revistas. Inicialmente se difundió semanalmente en Young Magazine, pero la edición fue suspendida momentáneamente en marzo de 2010 para trasladarse en junio del mismo año a Bessatsu Shōnen Magazine, donde la publicación pasó a ser mensual hasta que concluyó, con un total de doscientos trece capítulos recopilados en diecinueve volúmenes bajo el sello «KC Deluxe» (ＫＣデラックス?). Sin embargo, el número de capítulos se redujo a ciento once luego de que estos fueran combinados. Después del volumen diecinueve la serie fue titulada «×××HOLiC: Rō» (×××HOLiC・籠?  lit. «Jaula»), pero aun así los capítulos continuaron con la cronología anterior. El primer tankōbon —el formato de los volúmenes— se publicó el 25 de julio de 2003, mientras que el decimonoveno y último tankōbon se lanzó el 9 de marzo de 2011. Un one-shot de ×××HOLiC se publicó en Shūkan Shōnen Magazine —otra revista de Kōdansha— en la edición de junio de 2010, junto con un crossover con Tsubasa: RESERVoir CHRoNiCLE.
Las versiones en español fueron publicadas por Norma Editorial en España y por Grupo Editorial Vid en México para la distribución en el resto de Hispanoamérica, que puso a la venta únicamente los ocho primeros tomos de la serie antes de cerrar operaciones. La publicación se retomó en ese país una vez que la editorial Kamite se hizo con la licencia.
En el «CLAMP Festival» de 2012, las mangaka anunciaron que un nuevo manga de ×××HOLiC sería publicado en Young Magazine en febrero de 2013; titulado ×××HOLiC: Rei (XXXHOLiC ◆ 戻 < レイ >?), este continuaría con la misma historia que la serie original. No obstante, el manga no se publicó hasta la primera semana de marzo debido a un retraso en la difusión de la edición de la revista para la fecha. La historieta entró en pausa en mayo de 2016 y sigue en ese estado, a pesar de que CLAMP declaró en abril de 2022 que planeaban retomarla.

### Anime
| Director             | Tsutomu Mizushima           |
| Creador original     | CLAMP                       |
| Composición y guion  | Ageha Ohkawa Michiko Yokote |
| Dirección artística  | Hiromasa Ogura              |
| Diseño de personajes | Kazuchika Kise              |
| Efectos especiales   | Masahiro Murakami           |
| Edición              | Taeko Hamauzu               |
| Planificación        | Kiyokazu Fujimoto           |
| Dirección de sonido  | Kazuhiro Wakabayashi        |
| Efectos de sonido    | Michihiro Ito               |
| Música               | S.E.N.S.                    |

Las adaptaciones al anime fueron dirigidas por Tsutomu Mizushima y producidas por el estudio japonés Production I.G. Ambas tuvieron el mismo personal de producción, así como contaron con la participación de Ageha Ohkawa —líder del grupo CLAMP— escribiendo y componiendo los guiones. La primera serie se emitió en Japón por la cadena televisiva Tokyo Broadcasting System el 6 de abril de 2006 hasta que finalizó el 28 de septiembre de 2006 con un total de veinticuatro episodios de unos veinticinco minutos cada uno. La segunda serie —también conocida como la segunda temporada del anime— fue titulada «×××HOLiC: Kei» (xxxHOLiC◆継 Horikku: Kei?, lit. «Secuela»), y se emitió en Japón igualmente por Tokyo Broadcasting System, desde el 3 de abril de 2008 hasta su final el 26 de junio de 2008 con trece episodios.
Los episodios del primer anime fueron compilados en ocho volúmenes de DVD, publicados entre el 26 de julio de 2007 y el 21 de febrero de 2008, mientras que dos cajas recopilatorias de DVD se lanzaron entre el 25 de agosto y el 27 de octubre de 2010. De la segunda serie fueron publicados siete volúmenes de DVD entre el 25 de junio y 17 de diciembre de 2008, y una única caja recopilatoria fue lanzada el 26 de enero de 2011.
La primera serie de anime se dobló al español en dos versiones diferentes, una en Venezuela para su emisión en el resto de Hispanoamérica y otra en España. El doblaje en España fue realizado bajo la licencia de Enigma Entertainment, quienes además se encargaron de distribuir en dicho país dos volúmenes de DVD que contenían los veinticuatro episodios de la primera temporada. Por su parte, en Venezuela el doblaje fue realizado por Estudios Lain, con Maite Guedes como directora de casting. Algunas de las cadenas televisivas que han transmitido ×××HOLiC son Animax (Latinoamérica), Animax Asia, Funimation Channel (Estados Unidos) y Kazé (Francia, Alemania).

### Animaciones originales
Existe un total de tres animaciones originales de ×××HOLiC; todas ellas producidas por Production I.G y dirigidas por Tsutomu Mizushima. La primera fue titulada «×××HOLiC: Shunmuki» (×××HOLiC 春夢記?  lit. «Crónica de la primavera de sueños») y cuenta con dos episodios de veintisiete minutos cada uno. El primer episodio fue lanzado el 17 de febrero de 2009 con el decimocuarto volumen del manga, mientras que el segundo fue lanzado junto con el decimoquinto volumen el 26 de junio de 2009. La historia se centra en la búsqueda de cuatro objetos que deben realizar Dōmeki y Watanuki para que este último pueda entrar en el mundo de los sueños. Shunmuki tiene «Sofa» de Shikao Suga como tema de apertura y «Cherish» de Azu como tema de cierre. La segunda animación, de cuarenta y cinco minutos, «×××HOLiC: Rō» (×××HOLiC・籠?  lit. «Jaula»), fue lanzada junto con el decimoséptimo volumen del manga el 23 de abril de 2010. Se centra en la muerte de Yūko y la vida de Watanuki como el nuevo propietario de la tienda de deseos. Como tema de cierre tiene «Kazanagi» (風なぎ?) de Shikao.
La tercera y última animación tiene una duración de treinta minutos y fue titulada «×××HOLiC: Rō Adayume» (×××HOLiC・籠 あだゆめ?  lit. «La jaula del sueño egoísta»). Esta se incluyó en la publicación de una edición especial del decimonoveno volumen el 9 de marzo de 2011. En ella, Watanuki ve varios acontecimientos de la vida de Dōmeki, incluyendo su infancia y otros eventos que ocurren en el desarrollo de la serie. Cuenta con las canciones «Adayume» (あだゆめ?) de Shikao y «Gomen ne» (ごめんね。?) de Tiara como tema de apertura y de cierre, respectivamente.

### Película
La serie también fue adaptada a una película de animación dirigida por Tsutomu Mizushima —el mismo director de los anime— y producida por el estudio japonés Production I.G. El filme, titulado ×××HOLiC: El sueño de una noche de verano (劇場版 ×××HOLiC 真夏ノ夜ノ夢 Gekijōban Horikku: Manatsu no Yo no Yume?), tiene una duración de sesenta minutos y se estrenó en Japón el 20 de agosto de 2005, junto con Tsubasa Chronicle: La princesa del reino enjaulado. La versión en DVD fue lanzada por la compañía japonesa Shochiku el 24 de noviembre de 2006. La historia de la película gira en torno a una petición que recibe Yūko por parte de una mujer para que la ayude a entrar en su mansión, ya que esta no la deja. Así, Yūko, Watanuki y Dōmeki tendrán que pasar duras pruebas para lograr descubrir el verdadero problema dentro de la casa y poder terminar con su trabajo. El tema de la película, «Sanagi», es escrito e interpretado por Shikao Suga. La película fue seleccionada como finalista para recibir el «Cristal al largometraje» del Festival Internacional de Cine de Animación de Annecy de 2006, junto con Astérix y los vikingos, Gin'iro no Kami no Agito, Wallace y Gromit y Renaissance, mas este último resultó el ganador del reconocimiento.

### Serie de imagen real
El 7 de septiembre de 2012 se anunció que ×××HOLiC sería adaptado a una serie de televisión de imagen real que se emitiría en abril de 2013 en la cadena televisiva WOWOW. No obstante, la serie comenzó a emitirse a finales de febrero, hasta que finalizó en abril del mismo año con su octavo episodio. La actriz y modelo Anne interpretó el personaje de Yūko Ichihara, mientras que el papel de Kimihiro Watanuki lo interpretó Shota Sometani. La serie fue dirigida por Keisuke Toyoshima. El tema de la serie, «Aitai», lo compuso e interpretó Shikao Suga.

### Videojuego
Al igual que otras series, también se ha creado un videojuego basado en la historia de ×××HOLiC. El videojuego de aventura, titulado ×××HOLiC ~Watanuki no Izayoi Sowa~ (×××HOLiC 〜四月一日の十六夜草話〜?), fue desarrollado por la compañía japonesa Marvelous Entertainment para la videoconsola casera PlayStation 2 y fue lanzado a la venta en Japón el 9 de agosto de 2007.

### Banda sonora
La banda sonora de ×××HOLiC fue compuesta por el grupo instrumental japonés S.E.N.S., quienes además compusieron la banda sonora de dos de las animaciones originales, mientras que la de la película fue compuesta por Tsuneyoshi Saito. El primer álbum, ×××HOLiC: Manatsu no Yo no Yume - Original Soundtrack —perteneciente al filme—, fue lanzado a la venta el 18 de agosto de 2005 por Pony Canyon y contiene un total de veintitrés pistas. Posteriormente, el segundo y último álbum, ×××HOLiC Sound File, fue lanzado el 22 de agosto de 2008 por S.E.N.S. y contiene treinta y cinco pistas, incluyendo todos los temas de aperturas y de cierre de la primera serie de anime: «19-sai» (19才 Jūkyū-sai?), de Shikao Suga; «Reason», de Fonogenico; y «Kagerō» (蜉蝣-かげろう-?), de Buck-Tick. Además, cuenta con algunos temas del videojuego ×××HOLiC ~Watanuki no Izayoi Sowa~.
Existe también un CD drama en el que ×××HOLiC hace un crossover con Tsubasa: RESERVoir CHRoNiCLE; este fue titulado «Private High School Holitsuba» (「私立堀鐔学園」 Shiritsu Horitsuba Gakuen?) y fueron publicados tres volúmenes desde el 22 de agosto de 2007 hasta septiembre de 2009; su última difusión trajo como regalo adicional una chaqueta.
En 2015, Shikao Suga escribió una nueva canción y CLAMP desarrolló un one-shot con base en la misma. El tema es «Anata hitori dake shiawase ni naru koto wa yurusarenai no yo», conocida también como «Anayuru», y en el video musical se aprecian imágenes del one-shot. Suga considera esta canción un resumen de toda la historia.

### Novela y guías
Múltiples libros suplementarios de ×××HOLiC han salido a la venta, entre ellos una novela ligera titulada «×××HOLiC: ANOTHERHOLiC Landolt-Ring Aerosol» (×××HOLiC アナザーホリック ランドルト環エアロゾル Horikku Anazāhorikku Randoruto-Kan Earozoru?), escrita por Nishio Ishin y publicada en Japón el 1 de agosto de 2006. Esta novela cuenta con cuatro historias, de las cuales la primera es una adaptación del primer capítulo de la serie. Además, incluye ilustraciones originales realizadas por CLAMP. Paralelamente, diversos fanbooks se han difundido en Japón, tales como «Gekijōban ×××HOLiC Official Fanbook» (劇場版 ×××HOLiC OFFICIAL FANBOOK?), que fue publicado el 17 de agosto de 2005, y «TV Animation ×××HOLiC Extra Official Guide», publicado el 17 de mayo de 2006; este último contiene información únicamente de la primera adaptación al anime. «Shinpan ×××HOLiC Dokuhon», una guía para el manga, fue publicada el 17 de noviembre de 2006. Posteriormente fue difundida otra guía, «×××HOLiC Complete Book» (×××HOLiC全書 ×××HOLiC Zensho?), el 17 de marzo de 2011.
Un libro relacionado con la obra, «Soel and Larg: The Adventures of Mokona Modoki» (ソエルとラーグ　モコナ＝モドキの冒険 Soel to Larg: Mokona=Modoki no Bōken?), fue difundido el 17 de junio de 2004. Este libro se centra en los acontecimientos ocurridos antes de la historia de ×××HOLiC y Tsubasa: RESERVoir CHRoNiCLE, donde se cuenta la vida de las dos Mokona Modoki desde que fueron creadas por Clow Reed y Yūko Ichihara. El 29 de marzo de 2013, Kōdansha publicó un artbook de la obra que incluyó un cuento exclusivo de Tow Ubukata, el autor de Mardock Scramble.

### Adaptación teatral
El 1 de abril de 2021, a través de una página web creada específicamente con ese propósito, se anunció que ×××HOLiC sería adaptado a obra de teatro y que las funciones comenzarían en algún momento a partir de septiembre de ese año. Con dirección de Fumiya Matsuzaki, composición de Masafumi Hata y con el mismo equipo de producción que tiempo después realizó una puesta de Banana Fish, el reparto estuvo encabezado por Shōgo Sakamoto en el papel masculino y por Motohiro Ota, en el femenino. Esta producción, cuyo reparto está compuesto íntegramente por hombres, se presentó en teatros de sitios tales como Tokio y Osaka y, aunque se canceló en 2023, se retomó en 2025. Para impulsar la obra, se pusieron a la venta acrílicos de los personajes, un folleto oficial y algunas postales conmemorativas.

### Película de imagen real
En noviembre de 2021, los estudios Shochiku y Asmik Ace revelaron que estaban trabajando en una película de imagen real basada en el manga que se estrenaría el 29 de abril de 2022 en territorio japonés. La dirección corrió a cargo de Mika Ninagawa a partir de un guion de Erika Yoshida. De los miembros del reparto se puede nombrar a Ryūnosuke Kamiki, quien interpretó a Kimihiro, y a Kō Shibasaki, que hizo lo propio con Yūko.

## Recepción

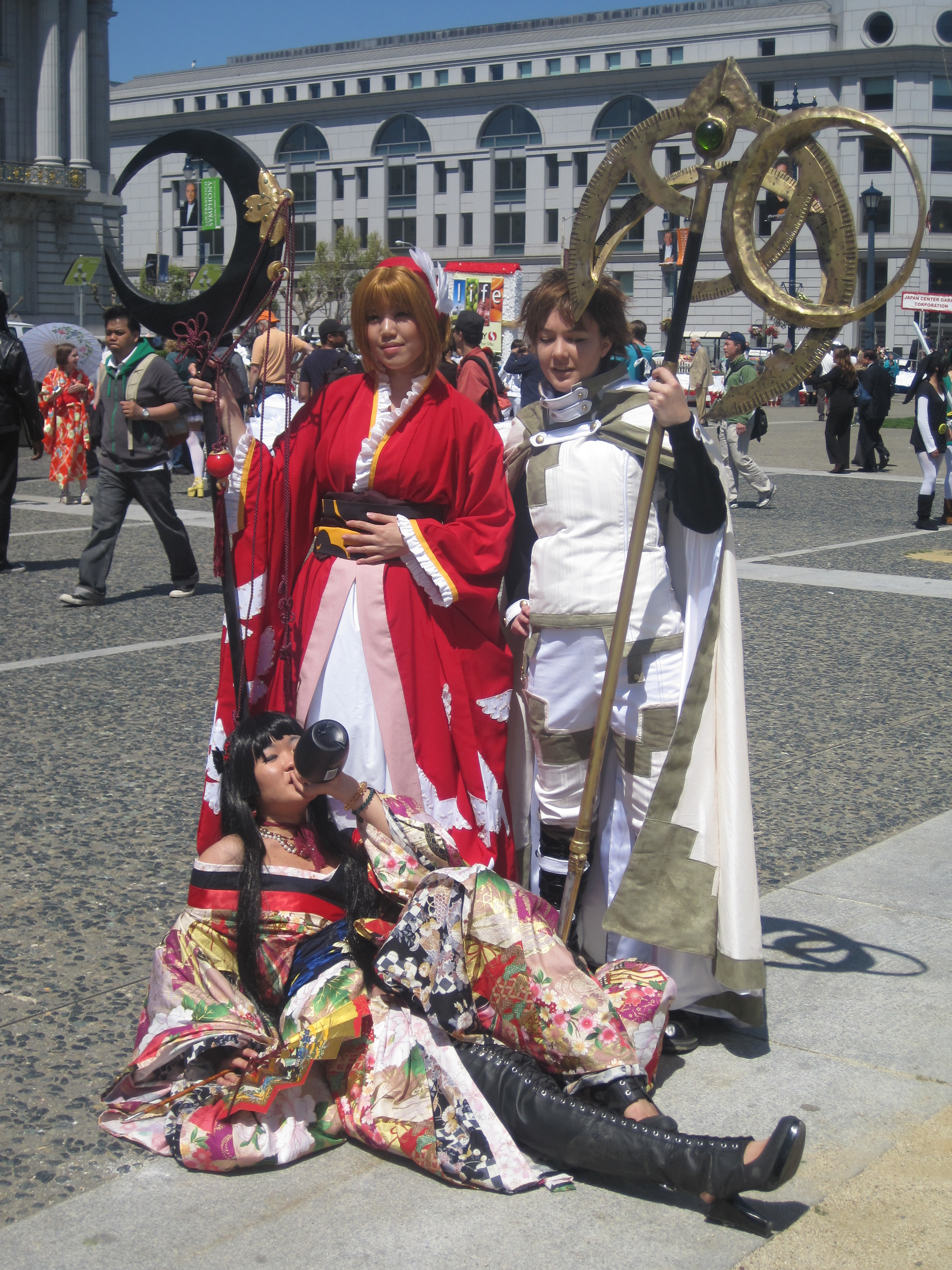
Cosplayers de Sakura y Shaoran de Tsubasa y Yūko de ×××HOLiC.

Tanto el anime como el manga de ×××HOLiC han alcanzado un gran éxito dentro y fuera de Japón. El manga, por una parte, obtuvo muy buenas ventas en su país de origen; su decimotercer volumen logró ocupar el cuadragésimo tercer lugar en un ranking sobre los cincuenta manga más vendidos en el 2008. Asimismo, en abril de 2010, Kōdansha anunció que la obra había vendido más de once millones de copias de su decimoséptimo volumen. El manga de ×××HOLiC también ganó un premio en la categoría «mejor manga para adultos» en los «Best Manga Awards For 2005» —«Premios a mejor manga de 2005» en español— del sitio web Mania Entertainment.
Diversas publicaciones de diferentes medios han proporcionado elogios y críticas sobre la serie. El manga fue bien recibido por la revisora de Mania Entertainment, Megan Lavey, quien en varias de sus reseñas alabó el enfoque de los pensamientos de los personajes, así como la comedia. También encontró «atractiva» la conexión que posee con Tsubasa: RESERVoir CHRoNiCLE, puesto que se puede apreciar la serie desde puntos de vistas diferentes, lo cual a su vez persuade a los lectores para que lean ambas obras. Michael Aronson, de Manga Life, declaró que la introducción de la serie tenía potencial para que mereciera la pena leerla, debido a su naturaleza episódica y a algunos de sus «fascinantes» personajes. Sin embargo, Dan Polley, también de Manga Life, comentó que Watanuki «parece un poco débil para ser el personaje principal». Matthew Alexander, otro revisor de Mania Entertainment, señaló que el personaje de Watanuki se desenvolvió bien a largo de la serie y cada vez se hizo más atractivo. Por otra parte, Carlo Santos, de Anime News Network, comentó que los últimos volúmenes de la serie «[se superaron] a sí mismos al entrar en el mundo de los sueños», ya que los volúmenes iniciales solo se centraban en la interacción entre los humanos y los espíritus. El revisor de Active Anime, Christopher Seaman, mencionó que su tensión emocional, así como su conexión con Tsubasa, eran algunas de las razones principales por las cuales valía la pena leer la obra. Sin haber leído Tsubasa, Matthew Alexander sintió que la adición de los elementos de la serie en ×××HOLiC estaban bien hechos, ya que sugería una conexión entre los protagonistas de ambas historias. No obstante, Santos describió el vínculo con Tsubasa como confuso, puesto que solamente los lectores de las dos series podrían entender ciertos hechos de la historia de ×××HOLiC.
En cuanto a los acontecimientos ocurridos a partir del decimoquinto volumen, la revisora de Anime Active, Holly Ellingwood, los describió como «trágicos, inspiradores y hermosos, impresionantemente tristes». Ellingwood agregó que le gustó la forma en que se reveló el destino de Yūko, pero se preguntaba cómo continuaría la historia. Carlo Santos declaró que, aunque la obra había perdido a su «estrella», seguía siendo atractiva debido al hecho de que Watanuki reemplazaría a Yūko. Además, Santos consideró que la mayor parte del decimosexto volumen es «un ejercicio para volver a ponerse de pie luego de una dolorosa pérdida, y por ello, resulta ser aún más inspirador». Matthew Alexander fue más crítico con respecto a estos eventos, debido a que la obra se había convertido en algo gravemente depresivo a causa de la muerte de Yūko y la falta de su comedia habitual. Adicionalmente, señaló que la desaparición de Yūko y su posterior muerte no se explicaban en ×××HOLiC y que solo los lectores de Tsubasa podrían entender tales sucesos. Las ilustraciones de la obra han sido elogiadas por sus «impactantes diseños y patrones incorporados en las imágenes» —algunas de las características destacadas de CLAMP—, así como por ser «tan memorables como evocadoras». Michael Aronson también ha criticado el hecho de ser «visualmente menos cargado que Tsubasa», debido a que algunas páginas carecen de fondo, mas declaró que esto es compensado por la composición de las viñetas.
El anime, por otra parte, ha recibido variedades de críticas. Casey Brienza, de Anime News Network, mencionó que le había gustado que la primera temporada haya sido fiel al material original. En una revisión más amplia, Carlo Santos señaló un problema involuntario de «súper deformación» en la animación, pues había momentos en el que las extremidades de los personajes eran más largas de lo usual. También criticó la narración en algunos episodios, ya que «se derrumba» debido a que se discuten cuestiones triviales. Holly Ellingwood consideró a la serie «una de las más claramente imaginativas» por la combinación de los elementos sobrenaturales y de la comedia. En cuanto a la calidad de la animación, Ellingwood encontró a cada personaje distintivo y a la temática, cómica. Todd Douglass Jr., de DVD Talk, alabó los temas tratados en la serie, aunque expresó su desaprobación por la naturaleza episódica de la misma. Douglass también encontró atractivos a los personajes debido a su desarrollo a lo largo de la serie. Jeff Harris —un escritor de IGN— comentó que el inicio es «tolerable» y afirmó que los fanáticos de series de acción podrían no estar interesados en ×××HOLiC a pesar de su potencial. Al igual que Santos, señaló problemas similares con el diseño y añadió que en algunos momentos carece de la fluidez que se aprecia en otras partes de la serie. Además, Harris criticó la elección de fondos en blanco, preguntándose si realmente era una decisión artística o solo se intentaba ahorrar costos en animación. Por su parte, Chris Beveridge, de Mania Entertainment, le dio una crítica mixta a la animación, con comentarios parecidos a los de Santos y Harris, pero que aun así le gustó el estilo de animación y concluyó que «todo lo relacionado con el diseño visual del show es muy atractivo». Respecto a su naturaleza episódica, a Beveridge le gustó el formato y elogió la forma en que se logra un equilibrio entre las «partes claras y oscuras de los relatos». En retrospectiva, Jacki Jing y Lynzee Loveridge confeccionaron para Anime News Network una lista sobre los mejores cinco animes adaptados de obras de CLAMP, donde ubicaron ×××HOLiC en primera posición y citaron al arco en que Watanuki enfrenta a Jorōgumo como «auténticamente de pesadilla».
La película ×××HOLiC: El sueño de una noche de verano también fue bien acogida entre el público. El revisor de IGN, N.S. Davidson, señaló que la película es «muy original e inteligente», mientras que Todd Douglass Jr. comentó que el filme «se sintió como un episodio extendido», si bien con una mejor animación y con una historia más cohesiva. Por su parte, Carlo Santos volvió a hacer hincapié en lo inusualmente largas que son las extremidades de los personajes y comentó que «la ejecución de la trama es endeble». No obstante, consideró que la temática y la psicología de la película te dejan «algo en qué pensar», puesto que permiten «explorar algunas esquinas bastante retorcidas de la mente humana».